# Barry Marshall
Barry James Marshall (Kalgoorlie, 30 de setembro de 1951) é um médico gastroenterologista  australiano e professor de Microbiologia Clínica na Universidade da Austrália Ocidental.
Foi agraciado com o Nobel de Fisiologia ou Medicina de 2005, pelo estudo da prova da bactéria Helicobacter pylori como causa da úlcera péptica, contrapondo-se à doutrina tradicional segundo a causa da úlcera seria o stress, comida picante e ácida.
A teoria da H. pylori era considerada absurda pela comunidade científica, que não acreditava na possibilidade de viverem bactérias no ambiente ácido do estômago. Barry Marshall, para provar a sua teoria, bebeu um tubo de ensaio contendo bactérias e desenvolveu úlcera gástrica, curando-se por antibióticos.